# Carreteras de Ecuador
El conjunto de carreteras y caminos de Ecuador se conoce como la Red Vial Nacional. La Red Vial Nacional comprende el conjunto de caminos de propiedad pública sujetos a la normatividad y marco institucional vigente. La Red Vial Nacional está integrada por la Red Vial Estatal (vías primarias y vías secundarias), la Red Vial Provincial (vías terciarias), y la Red Vial Cantonal (caminos vecinales).

## Red Vial Estatal

Red Vial Estatal del Ecuador

La red vial estatal está constituida por todas las vías administradas por el Ministerio de Transporte y Obras Públicas (anteriormente Ministerio de Obras Públicas y Comunicaciones) como única entidad responsable del manejo y control, conforme a normas del Decreto Ejecutivo 860, publicado en el Registro Oficial n.º 186 del 18 de octubre de 2000 y la Ley Especial de Descentralización del Estado y de Participación Social.
La Red Vial Estatal está integrada por las vías primarias y secundarias. El conjunto de vías primarias y secundarias son los caminos principales que registran el mayor tráfico vehicular, intercomunican a las capitales de provincia, cabeceras de cantón, los puertos de frontera internacional con o sin aduana y los grandes y medianos centros de actividad económica. La longitud total de la Red Vial Estatal (incluyendo vías primarias y secundarias) es de aproximadamente 9660 km de carretera.

### Vías primarias
Las vías primarias, o corredores arteriales, comprenden rutas que conectan cruces de frontera, puertos, y capitales de provincia formando una malla estratégica. Su tráfico proviene de las vías secundarias (vías colectoras), debe poseer una alta movilidad, accesibilidad controlada, y estándares geométricos adecuados.  En total existen 12 vías primarias en Ecuador con aproximadamente un 66% de la longitud total de la Red Vial Estatal.
Las vías primarias reciben, además de un nombre propio, un código compuesto por la letra E, un numeral de uno a tres dígitos, y en algunos casos una letra indicando rutas alternas (A, B, C, etc.).
Una vía primaria es considerada una troncal si tiene dirección norte-sur.  El numeral de las troncales es de dos dígitos (excepto la Troncal Insular) e impar. Las troncales se numeran incrementalmente desde el oeste hacia el este. Del mismo modo, una vía primaria es catalogada como transversal si se extiende en sentido este-oeste.   El numeral de las transversales es de dos dígitos y par. Las transversales se numeran incrementalmente desde el norte hacia el sur. Aparte de su denominación alfa-numérica, las vías troncales y transversales (excepto la Troncal de la Costa Alterna y la Troncal Amazónica Alterna) tienen asignaciones gráficas representadas por distintos aminales de la fauna ecuatoriana. La asignación gráfica es determinada por el Ministerio de Turismo. 
| Escudo | Número | Nombre                      | Símbolo gráfico | Ruta                                                                       | Longitud |
| ------ | ------ | --------------------------- | --------------- | -------------------------------------------------------------------------- | -------- |
|        | E5     | Troncal Insular             | Galápago        | Baltra - Bellavista - Puerto Ayora                                         | 38 km    |
|        | E10    | Transversal Fronteriza      | Jaguar          | San Lorenzo - San Gabriel - Nueva Loja - Pto. El Carmen de Putumayo        | 453 km   |
|        | E15    | Troncal del Pacífico        | Delfín          | Mataje - Esmeraldas - Bahía de Caráquez- Manta - Salinas                   | 741 km   |
|        | E20    | Transversal Norte           | Mono            | Esmeraldas - Sto. Domingo - Sangolquí - Baeza - Pto. Francisco de Orellana | 336 km   |
|        | E25    | Troncal de la Costa         | Mariposa        | Los Bancos - Sto. Domingo - Quevedo - Milagro - Machala - Zapotillo        | 664 km   |
|        | E25A   | Troncal de la Costa Alterna | -               | En Santo Domingo                                                           | 10 km    |
|        | E30    | Transversal Central         | Papagayo        | Manta - Portoviejo - Quevedo - Latacunga - Ambato - Puyo                   | 438 km   |
|        | E35    | Troncal de la Sierra        | Cóndor          | Rumichaca - Quito - Ambato - Riobamba - Cuenca - Loja - Macará             | 781 km   |
|        | E40    | Transversal Austral         | Colibrí         | Salinas - Guayaquil - La Troncal - Azogues - Stgo. de Méndez - Pto. Morona | 649 km   |
|        | E45    | Troncal Amazónica           | Tucán           | Gral. Farfán - Nueva Loja - Tena - Puyo - Macas - Zamora                   | 701 km   |
|        | E45A   | Troncal Amazónica Alterna   | -               | Nueva Loja - Los Sachas - Pto. Francisco de Orellana - Loreto - Cotundo    | 85 km    |
|        | E50    | Transversal Sur             | Oso Hormiguero  | Huaquillas - Arenillas - Catamayo - Loja - Zamora                          | 224 km   |

### Vías colectoras
Las vías secundarias, o vías colectoras incluyen rutas que tienen como función recolectar el tráfico de una zona rural o urbana para conducirlo a las vías primarias (corredores arteriales). En total existen 45 vías secundarias en Ecuador con aproximadamente un 33% de la longitud total de la Red Vial Estatal.
Las vías secundarias reciben un nombre propio compuesto por las ciudades o localidades que conectan. Además del nombre propio, las vías secundarias reciben un código compuesto por la letra E, un numeral de dos o tres dígitos, y en algunos casos una letra indicando rutas alternas (A, B, C, etc.). El numeral de una vía secundaria puede ser impar o par para orientaciones norte-sur y este-oeste, respectivamente.  Al igual que las vías primarias, las vías secundarias se enumeran incrementalmente de norte a sur y de oeste a este.
| Escudo | Número | Nombre                                             | Ruta                                       | Longitud |
| ------ | ------ | -------------------------------------------------- | ------------------------------------------ | -------- |
|        | E28    | Vía Colectora Quito-La Independencia               | Quito - P. V. Maldonado - La Independencia | 187 km   |
|        | E28A   | Vía Colectora Quito-Tambillo                       | Quito - Cutuglahua - Tambillo              | 20 km    |
|        | E28B   | Vía Colectora Quito-Cayambe                        | Quito - Tabacundo - Cayambe                | 60 km    |
|        | E28C   | Vía Colectora Quito-Pifo                           | Quito - Pifo                               | 15 km    |
|        | E38    | Vía Colectora Santo Domingo-Rocafuerte             | Sto. Domingo - Chone - Rocafuerte          | 200 km   |
|        | E39    | Vía Colectora Rocafuerte-El Rodeo                  | Rocafuerte - El Rodeo                      | 20 km    |
|        | E46    | Vía Colectora Guamote-Macas                        | Guamote - Macas                            | 70 km    |
|        | E47    | Vía Colectora El Triunfo-Alausí                    | El Triunfo - Alausí                        | 190 km   |
|        | E48    | Vía Colectora Guayaquil-El Empalme                 | Velasco Ibarra - Daule - Guayaquil         | 143 km   |
|        | E49    | Vía Colectora Durán-T de Milagro                   | Durán - Yaguachi                           | 35 km    |
|        | E49A   | Vía Colectora Durán-km 27                          | Guayaquil - Durán - Naranjal               | 10 km    |
|        | E58    | Vía Colectora La Troncal-Puerto Inca               | Puerto Inca - La Troncal                   | 27 km    |
|        | E59    | Vía Colectora Cumbe-Y de Corralitos                | Machala - Pasaje - Cumbe                   | 144 km   |
|        | E68    | Vía Colectora Alamor-El Empalme                    | Alamor - Celica - El Empalme               | 46 km    |
|        | E69    | Vía Colectora Catamayo-Macará                      | Catamayo - Cariamanga - Macará             | 147 km   |
|        | E182   | Vía Colectora Maldonado-Tulcán                     | Maldonado - Tulcán                         | 45 km    |
|        | E282   | Vía Colectora Tabacundo-Cajas                      | Tabacundo - Cajas                          | 10 km    |
|        | E283   | Vía Colectora Guayllabamba-Santa Rosa de Cusubamba | Guayllabamba - Sta. Rosa de Cusubamba      | 6 km     |
|        | E381   | Vía Colectora El Salto-Muisne                      | El Salto - Muisne                          | 10 km    |
|        | E382   | Vía Colectora T del Carmen-Pedernales              | El Carmen - Pedernales                     | 88 km    |
|        | E383   | Vía Colectora Y de San Antonio-Bahía de Caráquez   | Bahía de Caráquez - San Antonio            | 60 km    |
|        | E383A  | Vía Colectora Y de San Antonio-San Vicente         | San Vicente - San Antonio                  | 35 km    |
|        | E384   | Vía Colectora Chone-Pimpiguasí                     | Chone - El Rodeo                           | 60 km    |
|        | E462B  | Vía Colectora Portoviejo-Poza Honda                | Portoviejo-Santa Ana-Poza Honda            | 46,5 km  |
|        | E482   | Vía Colectora Montecristi-Nobol                    | Montecristi - Jipijapa - Narcisa de Jesús  | 181 km   |
|        | E482A  | Vía Colectora Guayabal-La Pila                     | La Pila - Guayabal                         | 10 km    |
|        | E483   | Vía Colectora Jipijapa-Puerto Cayo                 | Jipijapa - Puerto Cayo                     | 29 km    |
|        | E484   | Vía Colectora Palestina-San Juan                   | Palestina - San Juan                       |          |
|        | E485   | Vía Colectora Daule-T de Baba                      | Daule - Salitre - Babahoyo                 | 64 km    |
|        | E486   | Vía Colectora Aurora-T de Salitre                  | T de Salitre - Guayaquil                   | 51 km    |
|        | E487   | Vía Colectora La Unión-T del Triunfo               | T del Triunfo - Bucay - Cajabamba          |          |
|        | E488   | Vía Colectora Milagro-Bucay                        | Milagro - Naranjito - Bucay                | 61 km    |
|        | E489   | Vía Colectora Posorja-Progreso                     | Progreso - Gral. Villamil - Posorja        | 48 km    |
|        | E490   | Vía Colectora Riobamba-T de Baños                  | Riobamba - Penipe - Baños                  | 30 km    |
|        | E491   | Vía Colectora Babahoyo-Ambato                      | Babahoyo - Guaranda - Ambato               | 209 km   |
|        | E492   | Vía Colectora Guaranda-Chimborazo                  | Guaranda - Riobamba                        | 88 km    |
|        | E493   | Vía Colectora Acceso Norte de Ambato               | E30/E35 - Ambato                           |          |
|        | E493A  | Vía Colectora Acceso Central de Ambato             | E30/E35 - Ambato                           |          |
|        | E493B  | Vía Colectora Acceso Sur de Ambato                 | E35 - Ambato                               |          |
|        | E494   | Vía Colectora Ventanas-Guaranda                    | Ventanas - Echeandía - Guaranda            | 53 km    |
|        | E582   | Vía Colectora Cuenca-Puerto Inca                   | Puerto Inca - Cuenca                       | 119 km   |
|        | E583   | Vía Colectora Puerto Bolívar-Y del Cambio          | Machala - Puerto Bolívar                   | 7 km     |
|        | E584   | Vía Colectora Pasaje-Y del Enano                   | Pasaje - Y del Enano                       |          |
|        | E585   | Vía Colectora Y de Pasaje-Piñas-Y de Zaracay       | Machala - Zaracay                          | 50 km    |
|        | E682   | Vía Colectora Loja-La Balsa                        | Loja - Zumba - La Balsa                    | 151 km   |

### Estado de transitabilidad de la Red Vial Estatal
El Ministerio de Transporte y Obras Públicas es el ente encargado de proporcionar a la ciudadanía el estado de circulación de las vías primarias (troncales y transversales) y secundarias (colectoras) de la red vial estatal. Para cumplir con tal responsabilidad, el Ministerio pública un boletín mensual denominado "Reporte del Estado de Transitabilidad de las Vías de la Red Estatal" que incluye información sobre mantenimiento, ampliación, y construcción de las vías como también información sobre desastres naturales que dificulten o obstaculizen la circulación por las vías.  Dichos boletines pueden ser descargados en el portal oficial de internet del Ministerio de Transporte y Obras Públicas.

## Red Vial Provincial
La Red Vial Provincial es el conjunto de vías administradas por cada uno de los Consejos Provinciales. Esta red está integrada por las vías terciarias y caminos vecinales. Las vías terciarias conectan cabeceras de parroquias y zonas de producción con los caminos de la Red Vial Nacional y caminos vecinales, de un reducido tráfico, entre las provincias del Ecuador.

## Red Vial Cantonales
La Red Vial Cantonal es el conjunto de vías urbanas e interparroquiales administradas por cada uno de los Consejos Municipales. Esta red está integrada por las vías terciarias y caminos vecinales. Las vías terciarias conectan cabeceras de parroquias y zonas de producción con los caminos de la Red Vial Nacional y caminos vecinales, de un reducido tráfico.